# Дидје Динар
Дидје Динар (фр. Didier Dinart; Поент а Питр, 18. јануар 1977) бивши је рукометаш и француски ререзентативац. Док је био активан играч, Динар је био један од најбољих одбрамбених играча на свету. Године 2016. ИХФ га је изабрао за тренера године. Играо је на позицији пивота.

## Клупска каријера
Професионалну каријеру почео је у француском клубу Дижону. Прије преласка у Сијудад Реал 2003. године, шест година играо је за најбољи француски рукометни клуб Монпеље. Са Монпељеом је пет пута освајао наслов првака Француске, док је са Сијудад Реалом такође пет пута био првак Шпаније. Има и наслове победника ЕХФ Лиге шампиона из 2003, 2006, 2008, и 2009. године. 2012. се вратио у Француску где је потписао за Париз Сен Жермен где је 2013. завршио професионалну каријеру.

## Репрезентативна каријера
За француску репрезентацију, Динар је дебитовао 1996. године и био и један од главних играча. Динар је представљао једну од окосница француске одбране, због чега је његова улога у заустављању противничких играча увјек на врхунцу. Због велике одбрамбене оријентисаности, Динар је ретко постизао голове, али брзим интервенцијама приликом контра напада, знао је допринети и на том пољу. Са Француском је освојио све најважније титуле по неколико пута — златну медаљу на Олимпијским играма 2008. у Пекингу и 2012. у Лондону, Светском првенству 2001. у Француској, 2009. у Хрватској, 2011. у Шведској и на Европском првенству 2006. у Швајцарској и 2010. у Аустрији. Такође је освојио бронзе на Светском првенству 2003. у Португалу и 2005. у Тунису и на Европском првенству 2008. у Норвешкој. Са репрезентацијом се опростио 2013. године након Светског првенства.

## Клупски трофеји

### Монпеље
- ЕХФ Лига шампиона (1) : 2003.
- Првенство Француске (5) : 1998, 1999, 2000, 2002, 2003.
- Куп Француске (5) : 1999, 2000, 2001, 2002, 2003.

### Сијудад Реал
- ЕХФ Лига шампиона (3) : 2006, 2008, 2009.
- Суперкуп Европе (3) : 2006, 2007, 2009.
- Првенство Шпаније (5) : 2004, 2007, 2008, 2009, 2010.
- Куп Шпаније (1) : 2008.
- Суперкуп Шпаније (2) : 2005, 2008.
- Светско првенство за клубове (2) : 2007, 2010.

### Атлетико Мадрид
- Куп Шпаније (1) : 2012.
- Суперкуп Шпаније (1) : 2012.

### Париз Сен Жермен
- Првенство Француске (1) : 2013.